# Thiruvananthapuram
Thiruvananthapuram (Malayalam തിരുവനന്തപുരം Tiruvanantapuram [ˈt̪iɾuˌʋan̪an̪t̪əpuɾʌm] ⓘ), früher Trivandrum, ist die Hauptstadt des indischen Bundesstaates Kerala. 
Die Stadt liegt an der Malabarküste im äußersten Süden Indiens und hat rund 750.000 Einwohner (Volkszählung 2011). Thiruvananthapuram wurde im Jahr 1750 Hauptstadt des Königreiches Travancore und ist seit 1956 Hauptstadt Keralas. Sie ist die größte Stadt des Bundesstaates sowie ein Zentrum der IT-Industrie und des Tourismus. Hauptsehenswürdigkeiten Thiruvananthapurams sind der Padmanabhaswamy-Tempel, der 2011 durch einen aufsehenerregenden Schatzfund bekannt wurde, der Puthen-Malika-Palast, in dem die Maharajas von Travancore residierten, und das Napier Museum.

## Der Name der Stadt
Der Name Thiruvananthapuram bedeutet in der lokalen Sprache Malayalam „heilige (thiru) Stadt (puram) des Ananta (Anantha)“. Er verweist auf die Schlange Ananta (Shesha), auf der nach der Hindu-Mythologie der Gott Vishnu in seiner Gestalt als Padmanabha ruht. Padmanabha besitzt für Thiruvananthapuram als Familiengottheit der Könige von Travancore und Hauptgottheit des Padmanabhaswamy-Tempels besondere Bedeutung. Während der britischen Kolonialzeit entstand die englische Namensform Trivandrum. Seit 1991 ist der offizielle Name wieder Thiruvananthapuram, die Bezeichnung Trivandrum ist aber ebenfalls noch verbreitet.

## Geografie

### Lage und Ausdehnung

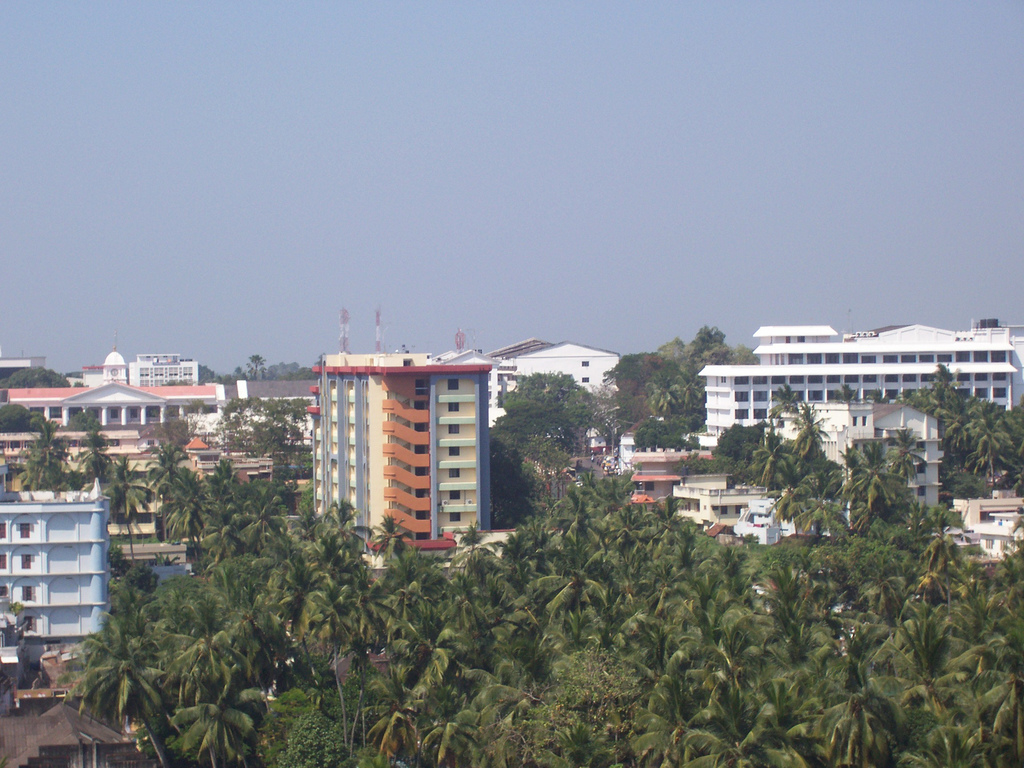
Blick über Thiruvananthapuram

Thiruvananthapuram liegt an der Malabarküste im Süden Keralas unweit der Südspitze Indiens. Zur Grenze des Nachbarbundesstaates Tamil Nadu sind es nur rund 30 Kilometer, die Entfernung zum Kap Komorin, dem südlichsten Punkt des Indischen Subkontinents beträgt 86 Kilometer. Kochi, das zweite große Ballungszentrum Keralas, liegt rund 200 Kilometer nördlich. Thiruvananthapuram ist Verwaltungssitz des Distrikts Thiruvananthapuram, des südlichsten Distrikts von Kerala.
Die Stadtgemeinde Thiruvananthapuram (Corporation of Thiruvananthapuram) umfasst ein Gebiet von 214,9 Quadratkilometern. Das Stadtgebiet erstreckt sich über sieben Hügel im Hinterland der Küste des Arabischen Meeres. Die Flüsse Karamana und Killi fließen durch das Stadtgebiet. Verglichen mit anderen indischen Großstädten ist Thiruvananthapuram großzügig begrünt.

### Klima
In Thiruvananthapuram herrscht tropisches Klima. Die Temperaturen liegen zwischen 26,3 Grad Celsius im Juli und 28,9 Grad Celsius im April. Die Jahresdurchschnittstemperatur beträgt 26,6 Grad Celsius. Hauptregenzeit ist während des Sommermonsuns von Anfang Juni bis September, wobei Niederschläge in jedem Monat vorkommen und nur die Monate von Januar bis März signifikant trocken sind. Jährlich fallen insgesamt über 1800 mm Niederschlag.
|                       | Jan  | Feb  | Mär  | Apr   | Mai   | Jun   | Jul   | Aug   | Sep   | Okt   | Nov   | Dez  |   |       |
| Mittl. Tagesmax. (°C) | 30,9 | 31,4 | 32,2 | 32,2  | 31,4  | 29,4  | 28,9  | 29,1  | 29,6  | 29,6  | 29,7  | 30,4 | ⌀ | 30,4  |
| Mittl. Tagesmin. (°C) | 22,4 | 23,0 | 24,4 | 25,3  | 25,2  | 23,9  | 23,4  | 23,5  | 23,6  | 23,5  | 23,2  | 22,7 | ⌀ | 23,7  |
|                       |      |      |      |       |       |       |       |       |       |       |       |      |   |       |
| Niederschlag (mm)     | 21,8 | 22,1 | 35,9 | 113,5 | 212,4 | 337,9 | 218,8 | 141,8 | 159,3 | 273,9 | 200,3 | 67,3 | Σ | 1805  |
|                       |      |      |      |       |       |       |       |       |       |       |       |      |   |       |
| Sonnenstunden (h/d)   | 8,5  | 8,6  | 8,1  | 7,1   | 6,4   | 4,5   | 4,8   | 5,4   | 5,8   | 5,5   | 5,5   | 7,0  | ⌀ | 6,4   |
|                       |      |      |      |       |       |       |       |       |       |       |       |      |   |       |
| Regentage (d)         | 2,7  | 2,4  | 4,7  | 9,7   | 13,7  | 21,6  | 20    | 16,9  | 14,3  | 15,9  | 13,3  | 6,6  | Σ | 141,8 |
|                       |      |      |      |       |       |       |       |       |       |       |       |      |   |       |
| Luftfeuchtigkeit (%)  | 68   | 70   | 73   | 77    | 80    | 85    | 85    | 84    | 82    | 84    | 81    | 75   | ⌀ | 78,7  |

| 22,4 |

| 23,0 |

| 24,4 |

| 25,3 |

| 25,2 |

| 23,9 |

| 23,4 |

| 23,5 |

| 23,6 |

| 23,5 |

| 23,2 |

| 22,7 |

| 22,4 |

| 23,0 |

| 24,4 |

| 25,3 |

| 25,2 |

| 23,9 |

| 23,4 |

| 23,5 |

| 23,6 |

| 23,5 |

| 23,2 |

| 22,7 |

## Geschichte

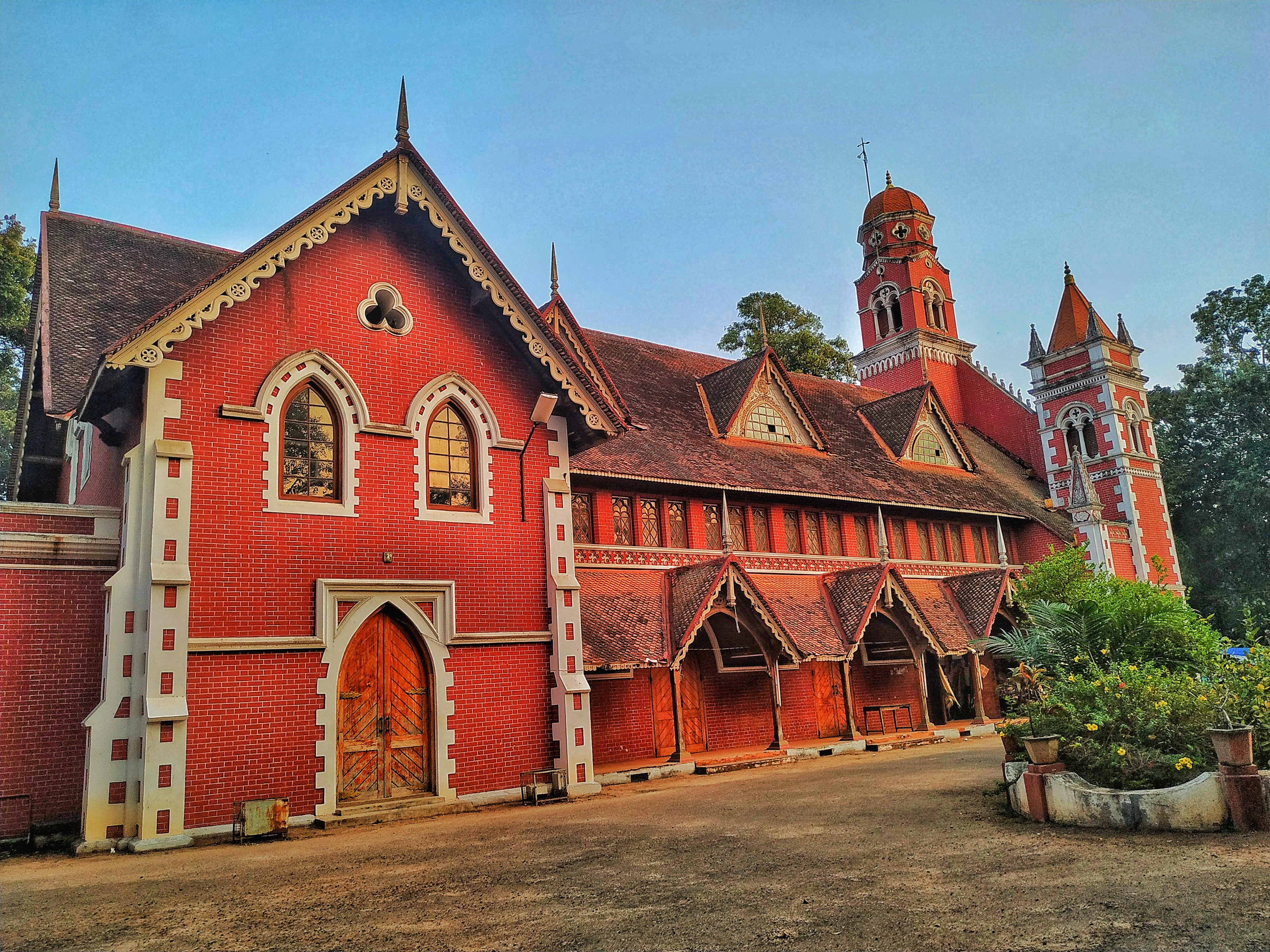
Victoria Jubilee Town Hall, das frühere Rathaus von Thiruvananthapuram

Lange Zeit entwickelte sich Thiruvananthapuram relativ unabhängig vom restlichen Kerala. So wurde die Stadt bis ins 
10. Jahrhundert von den Ays beherrscht, die später von den Herrschern des Königreiches Venad abgelöst wurden.
Die moderne Geschichte Thiruvananthapurams beginnt mit dem Aufstieg Travancores unter König Marthanda Varma (1729 bis 1758), dem Erben der Herrscher von Venad. Unter seiner Regentschaft wurde Thiruvananthapuram Hauptstadt seines Reiches. Es folgte eine Blütezeit, in der sich die Stadt zu einem kulturellen und wirtschaftlichen Zentrum entwickelte. Obwohl Travancore 1795 praktisch britisches Protektorat wurde, blieb es formal unabhängig. Thiruvananthapuram blieb daher bis zum Zusammenschluss Travancores mit Cochin im Jahre 1949 Hauptstadt.
Seit 1956 ist Thiruvananthapuram die Hauptstadt des Bundesstaates Kerala.

## Kultur

### Religion

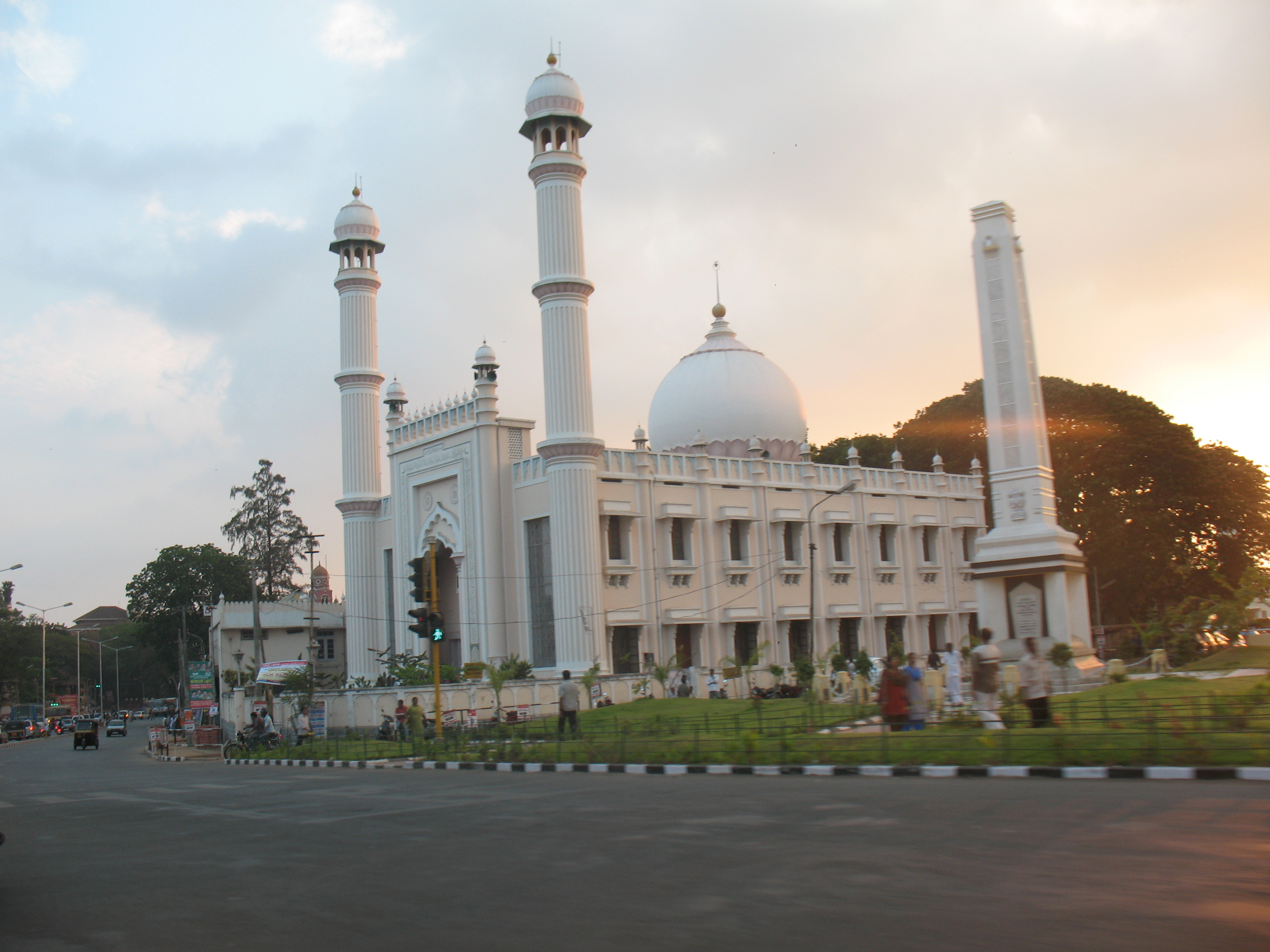
Die Palayam Juma Masjid ist die Hauptmoschee Thiruvananthapurams.

Die Mehrheit der Einwohner Thiruvananthapurams sind Hindus. Daneben existieren größere Minderheiten von Christen und Muslimen, der Anteil der Christen und Muslime an der Gesamtbevölkerung ist aber niedriger als in anderen Teilen Keralas. Unter der städtischen Bevölkerung des Distrikts Thiruvananthapuram (Thiruvananthapuram und einige kleinere Städte der Umgebung) machen nach der Volkszählung 2001 Hindus 71,1 %, Christen 16,0 % und Muslime 12,6 % aus.
Thiruvananthapuram ist Bischofssitz verschiedener christlicher Konfessionen: Die Stadt ist Sitz des römisch-katholischen Erzbistums Trivandrum, des Großerzbistums Trivandrum der mit Rom unierten syro-malankarischen Kirche, des Bistums Trivandrum der Malankara Orthodox-Syrischen Kirche, des Bistums Thiruvananthapuram-Kollam der Mar-Thoma-Kirche und des Bistums Südkerala der anglikanischen Church of South India.

### Sprache
In Thiruvananthapuram wird hauptsächlich Malayalam, die Hauptsprache Keralas, gesprochen. Englisch ist als Bildungs- und Verkehrssprache weit verbreitet. Daneben werden Hindi und Tamil von vielen Menschen verstanden und gesprochen.

### Bildung und Wissenschaft
Seit 1937 ist Thiruvananthapuram Sitz der University of Kerala. Des Weiteren existiert eine Vielzahl höherer Bildungseinrichtungen, darunter das College of Engineering Trivandrum, eine der größten technischen Hochschulen Indiens.
Außerdem ist Thiruvananthapuram Standort einer Reihe von Forschungszentren. Das bedeutendste und bekannteste ist wohl das Vikram Sarabhai Space Centre (VSSC), mit seinen 5600 Angestellten ein wesentlicher Bestandteil der indischen Raumfahrtbehörde Indian Space Research Organisation. Andere wissenschaftliche Einrichtungen sind u. a.:
- Rajiv Gandhi Centre for Biotechnology
- Tropical and Botanical Research Institute
- Centre for Development Studies
- Regional Research Laboratory (CSIR)
- Electronics Research and Development Centre India (ER & DCI)
- Centre for Earth Science Studies
- Indian Institute of Information Technology and Management
- Central Fisheries Research Centre

### Sehenswürdigkeiten
- Padmanabhaswamy-Tempel

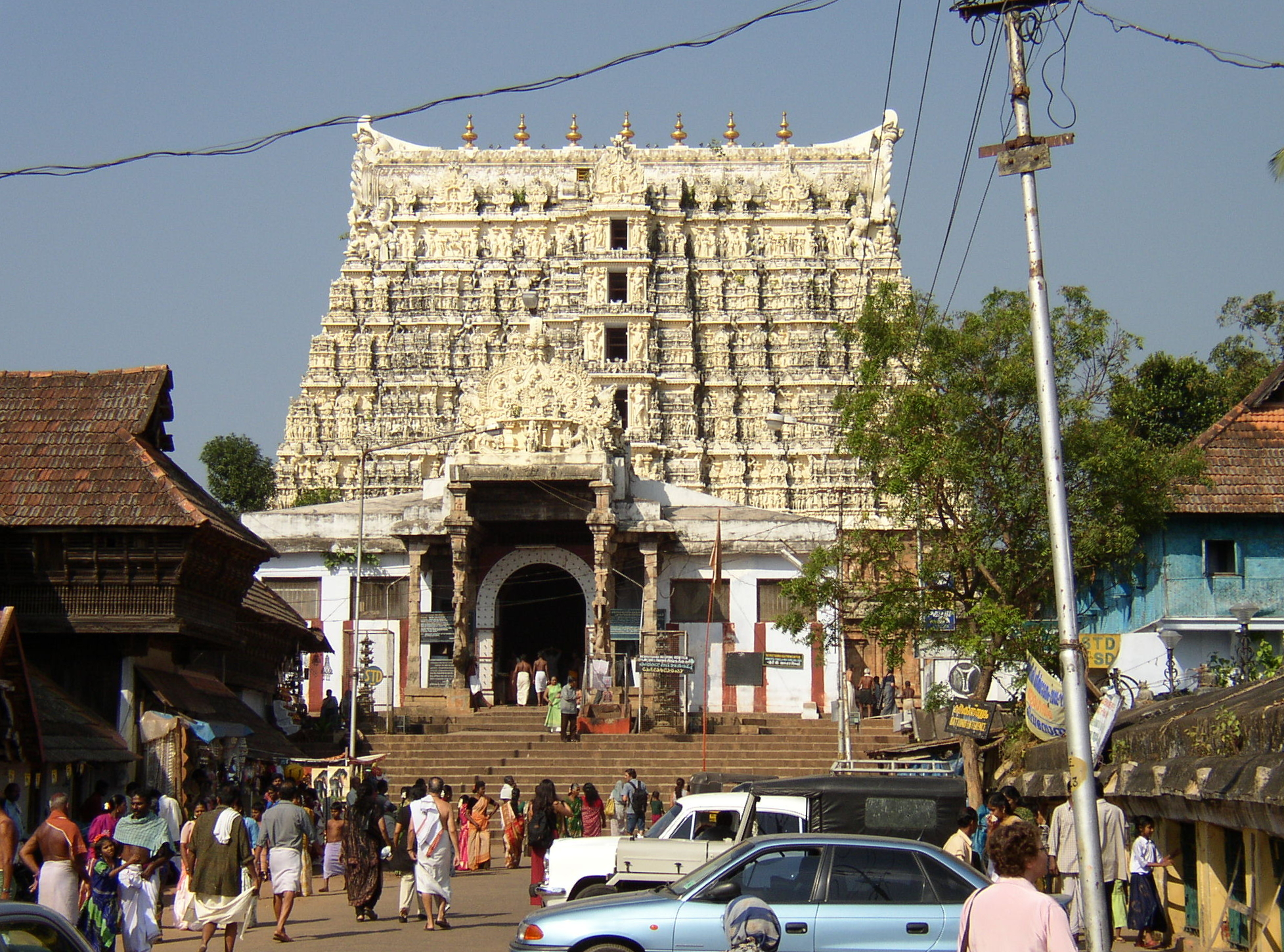
Sri-Padmanabhaswamy-Tempel

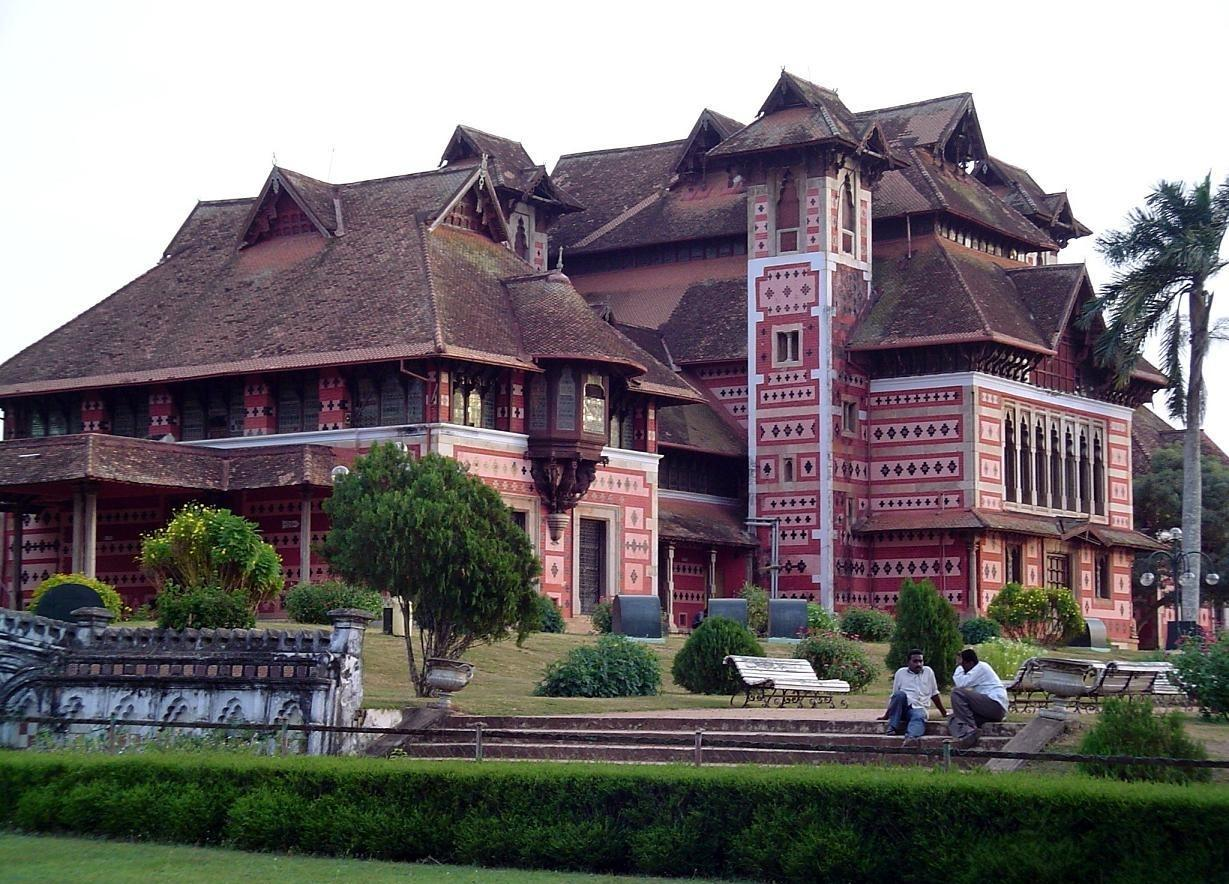
Napier-Museum

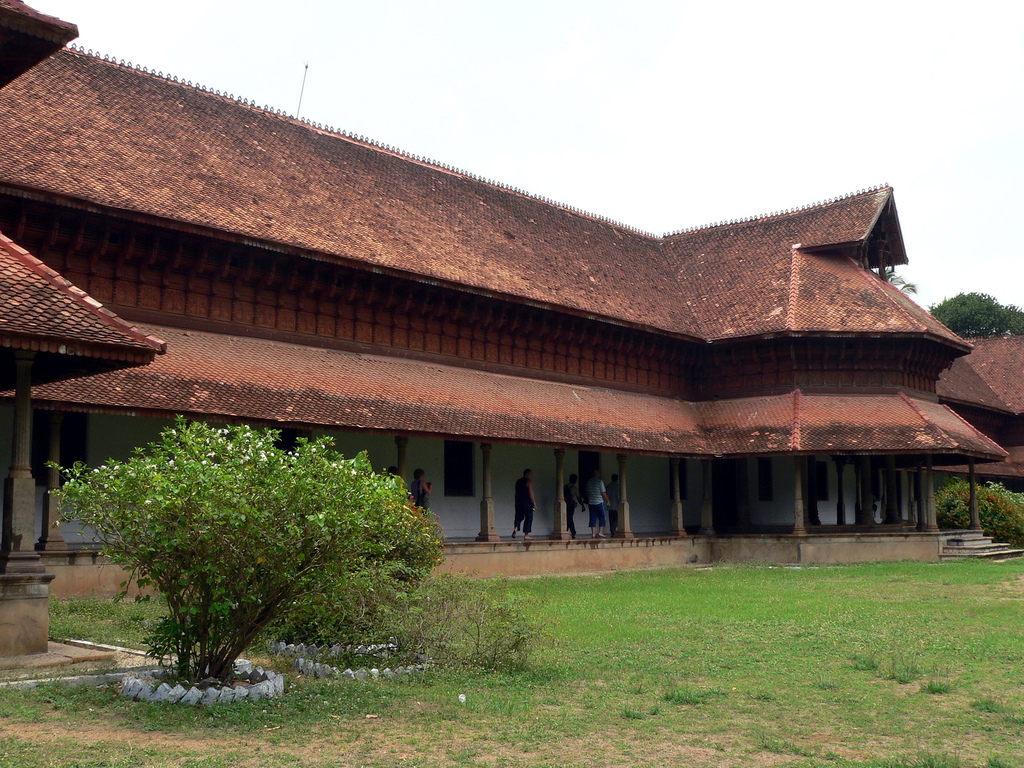
Kuthiramalika-Palast

Der 1733 im Dravida-Stil erbaute Hindu-Tempel ist die Hauptsehenswürdigkeit von Thiruvananthapuram. Der Tempelbezirk, zu dem auch ein von alten Brahmanenhäusern umgebener Teich gehört, erstreckt sich auf einer Fläche von 2400 Quadratmetern. Besonders markant ist der siebenstöckige Gopuram über dem Haupteingang. Geweiht ist er Padmanabha, einer Inkarnation Vishnus.
Am 30. Juni 2011 wurden in seit mindestens 130 Jahren verschlossenen Kellerräumen große Mengen Diamanten, Rubine, Smaragde, Gold sowie zahlreiche Artefakte gefunden. Nach ersten Schätzungen beträgt der Wert etwa 15 Mrd. Euro.
- Napier-Museum

Das 1880 erbaute Museum vereint Elemente der britischen Kolonialarchitektur mit traditionellen Merkmalen der keralitischen Architektur. Es beherbergt eine Sammlung von Bronzefiguren, Holz- und Edelsteinschnitzereien, Musikinstrumenten und religiösen Gegenständen.
- Kuthiramalika-Palast

Der ehemalige Palast der Herrscher von Travancore ist ein Holzbau im typischen Kerala-Stil mit bemerkenswerten Schnitzarbeiten. Ein Teil des Palastes ist heute ein Museum (Puthenmalika-Museum), in dem unter anderem der Elfenbeinthron der Rajas von Travancore ausgestellt ist.
- Sri-Chitra-Kunstgalerie

Hier sind Miniaturen der rajputischen, Mogul- und Thanjavur-Schule sowie Gemälde aus China, Japan, Tibet und Bali zu sehen. Auch die moderne indische Malerei ist vertreten.
Weitere Sehenswürdigkeiten sind der Kanakakkunu-Palast, der 1857 eröffnete Zoo – einer der ältesten Indiens –, das Priyadarshini-Planetarium, die vielen Repräsentations- und Verwaltungsbauten aus der Kolonialzeit sowie zahlreiche Tempel, Moscheen und Kirchen.
- Kovalam

Etwa 20 Kilometer südlich von Thiruvananthapuram liegt Kovalam. Mit seinen ausgedehnten Sandstränden ist Kovalam ein sowohl bei Indern als auch bei Ausländern sehr beliebter Urlaubsort.

## Verkehr

### Bahnverkehr
Thiruvananthapuram Central ist der größte und verkehrsreichste Bahnhof in Kerala. Von hier fahren Züge nach Delhi, Bhopal, Indore, Gwalior, Nagpur, Pune, Mumbai, Jaipur, Chennai usw.

### Flughafen
Der Trivandrum International Airport (IATA-Code: TRV) wird von 20 Fluggesellschaften angeflogen.

## Wirtschaft
Thiruvananthapuram ist vor allem auf den Dienstleistungssektor ausgerichtet. Im Vergleich zu Kochi oder Kozhikode spielen Industrie und Handel eine eher geringe Rolle. Hauptindustriezweige sind die Textilindustrie, in der vor allem Baumwolle und Seide verarbeitet werden, und die Zuckerindustrie.
In Thiruvananthapuram ist weltweit einer der bedeutendsten Technoparks angesiedelt. Im Technopark Kerala arbeiten über 22.000 Ingenieure.
Die Stadt ist Unternehmenssitz der IBS Software Services und ist Ort der „Erklärung für ein neues Ökosystem kollektiver digitaler Zukünfte“ (Thiruvananthapuram Declaration), mit der sich öffentliche Einrichtungen Keralas und genossenschaftliche Akteure für eine solidarökonomische Vorgehensweise bei der digitalen Transformation aussprachen.

## Persönlichkeiten

### Söhne und Töchter der Stadt
- Anna Chandy (1905–1996), die erste Richterin Indiens und die erste High Court Richterin des Britischen Weltreichs
- Padmini (1932–2006), Schauspielerin und Bharatanatyam-Tänzerin
- P. K. Nair (1933–2016), Filmarchivar
- G. Madhavan Nair (* 1943), Raumfahrtfunktionär
- Krishnaswami Alladi (* 1955), Mathematiker
- Thanu Padmanabhan (1957–2021), Physiker
- George George Panamthundil (* 1972), syro-malankara katholischer Geistlicher, Titularerzbischof und Diplomat des Heiligen Stuhls
- George Jacob Koovakad (* 1973), syro-malabarischer Geistlicher und Diplomat des Heiligen Stuhls, Kurienkardinal
- Vimala Pons (* 1986), Schauspielerin, Artistin und Jongleurin
- Siddharth Dhananjay (* 1991), Schauspieler
- S. L. Narayanan (* 1998), Schachspieler

### Personen, die mit der Stadt in Verbindung stehen
- P. Sundaram Pillai (1855–1897), Philosoph, Archäologe, Schriftsteller und Literaturwissenschaftler, lehrte als Professor in der Stadt
- Alois Benziger (1864–1942), Geistlicher, römisch-katholischer Bischof und Titularerzbischof in Indien, Pater des Carmel-Hill-Klosters
- Geevarghese Mar Ivanios Panicker (1882–1953), Erzbischof, Gründer der syro-malankarisch katholischen Kirche
- E. M. Sankaran Namboodiripad (1909–1998), Politiker und Chief Minister Keralas, starb in Thiruvananthapuram
- Laurie Baker (1917–2007), Architekt und Designer, schuf im Zentrum für Entwicklungsstudien ein Kühlsystem
- Sikander Bakht (1918–2004), Politiker, starb in Thiruvananthapuram
- K. Karunakaran (1918–2010), Politiker, starb in Thiruvananthapuram
- Vikram Sarabhai (1919–1971), Physiker, unter seiner Leitung entstand ein Raketenstartplatz nahe der Stadt
- Henry Austin (1920–2008), Politiker und Diplomat, starb in Thiruvananthapuram
- P. Bhaskaran (1924–2007), Lyriker, Filmregisseur und Schauspieler, verstarb in Thiruvananthapuram
- K. Pankajakshan (1928–2012), Politiker, verstarb in Thiruvananthapuram
- Cyril Baselios Malancharuvil (1935–2007), Geistlicher, Oberhaupt der mit Rom unierten Syro-malankarischen Kirche, Erzbischof von Trivandrum
- Gopi (1937–2008), Bühnen- und Filmschauspieler sowie Regisseur, verstarb in Thiruvananthapuram
- P. A. Backer (1940–1993), Filmregisseur des Malayalam-Films, verstarb in Thiruvananthapuram
- K. R. Mohanan (1947–2017), Filmregisseur des Malayalam-Films, verstarb in Thiruvananthapuram